# Ceranor
A Ceranor - Casa, Decoração e Brinde é uma importante feira profissional portuguesa de cerâmica, vidro, artigos decorativos e utilidades domésticas que decorre anualmente no Grande Porto, no recinto da Exponor, em Leça da Palmeira, Matosinhos.
A Ceranor realizou-se pela primeira vez em 1991 e tem periodicidade anual, sempre no mês de Setembro. A edição de 2010 teve lugar entre 1 e 5 de Setembro e, em conjunto com o certame simultâneo Brinde, contou com 261 empresas expositoras, distribuídas por 17.493 metros quadrados de área de exposição e com 17.662 visitantes profissionais.
A edição de 2011 decorreu entre 7 e 11 de Setembro.